# Жозеф Бедьє
Жозеф Бедьє (фр. Joseph Bédier; 28 січня 1864, Париж — 29 серпня 1938, Гран-Серр, Рона-Альпи) — французький філолог-медієвіст.

## Біографія
За походженням — бретонець. Дитинство провів на о. Реюньйон. В 1883 році вступив до Еколь Нормаль. Відвідував також лекції в Еколь Пратік і Коллеж де Франс, де познайомився з Гастоном Парісом, який став його науковим керівником. В 1889 -1891 рр. викладав в університеті Фрібура, з 1891 року — на філологічному факультеті університету в місті Кан. У роки Першої світової війни працював в Міністерстві оборони.

## Доробок
Переклав сучасною французькою і підготував критичні видання «Фабліо» (1893), «Трістана та Ізольди» (1900), " Пісні про Роланда "(1921). Наукову полеміку викликала його книга "Епічні оповіді. Про походження французьких жест "(1908—1913), з її критикою виступив Рамон Менендес Підаль.

## Бедьє українською
«Роман про Трістана та Ізольду» в переказі Бедьє переклав українською Максим Рильський.
- Жозеф Бедьє, Роман про Трістана та Ізольду, пер. з французької Максима Рильського, — Київ: Державне видавництво художньої літератури, 1957. (друге видання)
- Жозеф Бедьє, Роман про Трістана та Ізольду, пер. з французької Максима Рильського, — Київ: видавництво «Молодь», 1972. — 188 с. (третє видання).

## Вибрані праці
- Le Lai de l'ombre (1890)
- Le Fabliau de Richeut (1891)
- Les Fabliaux, études de littérature populaire et d'histoire littéraire du Moyen Âge (1893)
- De Nicolao Museto (gallice Colin Muset), francogallico carminum scriptore (1893)
- Le Roman de Tristan et Iseut (1900)
- Le Roman de Tristan par Thomas (2 volumes, 1902-05)
- Études critiques (1903)
- Les Deux Poèmes de la Folie Tristan (1907)
- Légendes épiques, recherches sur la formation des chansons de geste (1908-13)
- Les Chansons de croisade (1909)
- Les Chansons de Colin Muset (1912)
- Les Crimes allemands d'après les témoignages allemands (1915)
- Comment l'Allemagne essaie de justifier ses crimes (1915)
- L'Effort français (1919)
- La Chanson de Roland (критичне видання, 1920)
- La Chanson de Roland (за Оксфордським рукописом, 1922)
- Commentaires sur la Chanson de Roland (1927)

## Визнання та кар'єра
Член Французької Академії (1920). Директор Колеж де Франс (1929). Кавалер Ордена Почесного легіону (1937).